# Storfjord
Storfjord est une kommune de Norvège. Elle est située dans le comté de Troms.

## Localités
- Apaja (69° 22′ 19″ N, 20° 13′ 41″ E)
- Elsnes (69° 20′ 12″ N, 20° 03′ 03″ E)
- Elvevoll (69° 20′ 23″ N, 19° 57′ 46″ E)
- Hatteng (69° 16′ 14″ N, 19° 57′ 33″ E)
- Horsnes (69° 19′ 30″ N, 20° 01′ 02″ E)
- Oteren / Cavkkus (69° 15′ 19″ N, 19° 53′ 02″ E)
- Rasteby (69° 23′ 35″ N, 20° 07′ 24″ E)
- Røykeneset / Ruikat / Ruikkatanniemi (69° 24′ 55″ N, 20° 15′ 29″ E)
- Sandøra (69° 19′ 16″ N, 19° 57′ 27″ E)
- Skibotn / Ivgobahta (69° 23′ 27″ N, 20° 16′ 02″ E)